# Dominic Andres
Dominic Andres (Berna, 6 ottobre 1972) è un giocatore di curling svizzero.

## Biografia
Partecipò all'età di 25 anni ai XVIII Giochi olimpici invernali edizione disputata a Nagano (Giappone) nel 1998, riuscendo ad ottenere la medaglia d'oro nella squadra svizzera con i connazionali Patrik Lörtscher, Daniel Müller, Diego Perren e Patrick Hürlimann.
Nell'edizione la nazionale canadese ottenne la medaglia d'argento, la norvegese quella di bronzo.